# Stefano I di Penthièvre
Stefano, di Bretagna o di Penthièvre; in francese Étienne Ier de Penthièvre (1060 circa – 21 aprile 1136), è stato un nobile francese bretone, che fu il terzo conte di Penthièvre, dal 1092 circa ed il terzo Signore (Lord) di Richmond, dal 1098 fino alla sua morte.

## Origine
Stefano, secondo la Genealogia Comitum Richemundiæ post conquestum Angliæ, era figlio del primo Conte di Penthièvre, che era stato inoltre duca reggente di Bretagna, dal 1040 al 1047, Oddone I senza citare la moglie di Oddone: Orguen o Agnese di Cornovaglia (Francia), figlia del conte di Cornovaglia, Alano "Caignard" e della moglie, Giuditta di Nantes, figlia del conte di Nantes, Judicael di Nantes, a sua volta figlio del conte di Vannes e di Nantes e duca di Bretagna Hoel I. Stefano potrebbe essere un figlio illegittimo di Oddone I, infatti documento n° DCLXXVII del Cartulaire de l´abbaye de Saint-Aubin d'Angers, tome II, redatto tra il 1056 ed il 1060 non cita Alano il Nero tra i figli di Oddone I e Orguen o Agnese di Cornovaglia (Francia), ma molto più probabilmente Stefano non venne citato perché nato in data successiva alla stesura del suddetto documento.
Oddone I di Penthièvre, secondo il monaco e cronista normanno, Guglielmo di Jumièges, nella sua Historiæ Normannorum Scriptores Antiqui, era il figlio secondogenito del conte di Rennes e duca di Bretagna, Goffredo I Berengario e della moglie, Havoise di Normandia (980 circa - 21 febbraio 1034)), che, secondo Guglielmo di Jumiège, era la figlia di Riccardo I Senza Paura Jarl (equiparabile al nostro conte) dei Normanni e conte di Rouen, e della moglie, Gunnora (950-5 gennaio 1031), di cui non si conoscono i nomi degli ascendenti, ma di nobile famiglia di origine vichinga (Gunnor ex nobilissima Danorum prosapia ortam); i genitori di Havoise sono confermati anche dal monaco e cronista inglese, Orderico Vitale. Però i religiosi e cronisti normanni Dudone di San Quintino e Roberto di Torigni sostengono che alla nascita Havoise fosse figlia naturale, in quanto l'unione di Riccardo I Senza Paura e di Gunnora era stata fatta secondo il more danico o uso vichingo, pagano, senza cerimonia religiosa e che il matrimonio religioso fu celebrato in un secondo tempo.

## Biografia
Mentre, secondo la Genealogia Comitum Richemundiæ post conquestum Angliæ suo fratello o fratellastro, Alano il Rosso era stato il primo a seguire in Inghilterra il duca di Normandia, Guglielmo il Bastardo, viene riportato che i fratelli o fratellastri, Brian, che aveva al seguito anche Alano detto il Nero comandava una banda di Bretoni, che prese parte alla Battaglia di Hastings del 1066.
Verso il 1068, sia secondo Guglielmo di Jumièges che secondo Orderico Vitale, suo fratello Brian sventò il tentativo di invasione dell'Inghilterra, di due dei figli del precedente re d'Inghilterra, Harold Godwinson, provenienti dall'Irlanda.

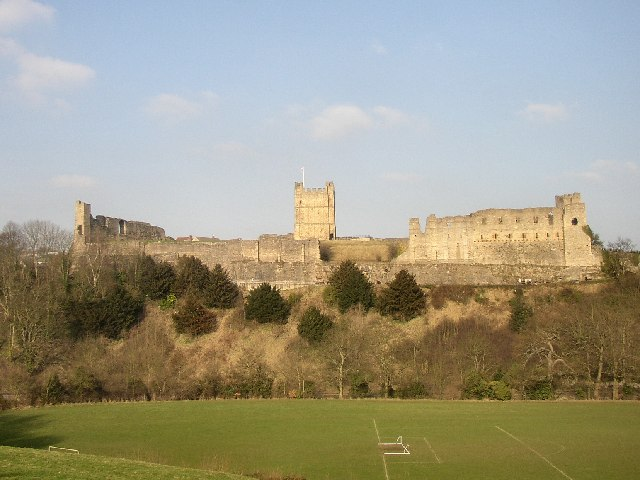
Rovine del castello di Richmond, a Richmond, nel North Yorkshire

Sempre secondo la Genealogia Comitum Richemundiæ post conquestum Angliæ, dopo che Guglielmo e la moglie Matilde, erano stati incoronati re e regina d'Inghilterra, suo fratello, Alano il Rosso ricevette, come ricompensa per i suoi servizi, nuove terre, incluse alcune che erano appartenute a Edwin, ultimo conte di Mercia, nello Yorkshire, detto l'Onore di Richmond. Guglielmo il Bastardo, con un documento, poi confermò per sempre (in perpetuo) ad Alano il Rosso ed ai suoi successori il possesso dei territori che erano stati di Edwin (omnes villas et terras quae nuper fuerunt omitis Eadwim). Alano il Rosso, su quelle terre (segnatamente nel villaggio di Richmond), per difendersi dagli attacchi sia degli Anglo-Sassoni che dei Danesi costruì un castello: il castello di Richmond.
Suo padre, Oddone I, ricordato come duca (reggente) di Bretagna e capostipite dei conti di Penthièvre, secondo il Ex Chronico Britannico, morì nel 1079; suo fratello primogenito, Goffredo Boterel I gli succedette nel titolo di conte di Penthièvre.
Stefano nel 1092 circa, succedette a suo fratello Goffredo, nel titolo di conte di Penthièvre. Infatti la morte di Goffredo viene riportata in tre anni diversi:
- Secondo il Ex Chronico Britannico fu assassinato, nel 1091 (occisus est Gaufredus Botherel comes Ponthiveri)[14].
- Secondo il Ex Chronico Ruyensis Coenobii fu assassinato da gente malvagia, nel 1092, nei pressi di Dol (Gaufredus Botterel Comes Penthiveris ab impiis est occisus apud castrum Dolense)[15].
- Secondo il Ex Chronico Britannico Altero fu assassinato il 24 settembre del 1093, nei pressi di Dol (IX Kal Septembris interfectus est Comes Gaufridus filius Eudonis Ducis apud Dolum, Archiepiscopatum Britanniæ)[16].

In quello stesso periodo la Genealogia Comitum Richemundiæ post conquestum Angliæ riporta la morte di Alano il Rosso, che avvenne, nel 1093 e che l'Onore di Richmond passò al fratello, Alano il Nero.
Ancora la Genealogia Comitum Richemundiæ post conquestum Angliæ riporta che Alano il Nero fu signore di Richmond per alcuni anni e dopo la sua morte (avvenuta nel 1098), l'Onore di Richmond passò al fratello più giovane, Stefano.
Il documento nº 4 del The Honour of Richmond fa riferimento ad una donazione del conte Stefano, attorno al 1100, in suffragio delle anime dei genitori e dei fratelli, Alano il Rosso e Alano il Nero. Stefano tenne la contea di Penthièvre e la signoria di Richmond per parecchi anni.
Il documento nº 7 del The Honour of Richmond fa riferimento ad una donazione, del 1123, all'abbazia di Santa Melania di Rennes del conte Stefano, controfirmata, oltre che da Stefano (Stephani comitis), dalla moglie, Havoise (Haduissis comitisse) e dai due figli, Goffredo (Gaufridi comitis) ed Enrico (Henrici) e non da Alano (Alanus vero qui in Anglia erat), che si trovava in Inghilterra.
Il documento nº 10 del The Honour of Richmond fa riferimento ad una donazione, del 1135, al priorato di Rumburgh del conte Stefano, per la propria salute e quella della moglie, Havoisei e dei tre figli, Goffredo, Alano ed Enrico.
Secondo il Dugdale Monasticon III, Rumburgh Priory, Suffolk, III, poco prima di morire, dopo che era rimasto vedovo, Stefano, definendosi conte (Stephanus comes Britanniæ) fece una donazione in suffragio della moglie, Havoise (comitissa Haudewisa).
Stefano morì, nel 1136, e fu tumulato a Saint-Brieuc, Dopo la sua morte, il primogenito Goffredo, gli succedette come Conte di Penthièvre, il secondogenito, Alano, gli succedette come Signore (Lord) di Richmond, ottenendo dal re d'Inghilterra, Stefano di Blois, il titolo di Conte, ed infine il terzogenito, Enrico, gli succedette come Conte di Tréguier e di Guingamp.

## Matrimonio e discendenza
Stefano, secondo vari documenti del The Honour of Richmondr si era sposato con Havoise di Guingamp, di cui non conosciamo gli ascendenti. Havoise a Stefano diede sei figli:
- Goffredo[21] ( † 1148), Conte di Penthièvre, sposò Havoise di Dol e si distinse come partigiano (Boterellus quidam comes Britanniæ) dell'imperatrice Matilde, nella guerra per il trono d'Inghilterra contro il re d'Inghilterra, Stefano di Blois[23];
- Alano[21] (prima del 1100- 15 settembre 1146), primo Conte di Richmond, sposò Berta[21], che il padre, Conan III di Bretagna, aveva designato come erede del ducato di Bretagna e che, nella guerra per il trono d'Inghilterra, si schierò a fianco del re d'Inghilterra, Stefano di Blois, contro l'imperatrice Matilde;
- Enrico[21] (circa 1100 - 1183), Conte di Tréguier et de Guingamp. che sposò Matilde di Vendôme;
- Matilde, che sposò Walter de Gaunt;
- Olivia, che sposò prima Henry de Fougères, ed in seconde nozze William de St. John[24];
- Tefania (Tiphanie), che sposò Rabel de Tancarville[25].

## Ascendenza
|                         |                          |                         | Genitori                 |  |  | Nonni |  |  | Bisnonni            |  |  | Trisnonni           |  |
|                         |                          |                         |                          |  |  |       |  |  | Conan I di Bretagna |  |  | Judicael Berengario |  |
|                         |                          |                         |                          |  |  |       |  |  | Conan I di Bretagna |  |  | Judicael Berengario |  |
|                         |                          | Gerberga                |                          |  |  |       |  |  | Conan I di Bretagna |  |  |                     |  |
| Goffredo I di Bretagna  |                          |                         |                          |  |  |       |  |  | Conan I di Bretagna |  |  |                     |  |
|                         |                          | Ermengarda d'Angiò      | Goffredo I d'Angiò       |  |  |       |  |  |                     |  |  |                     |  |
|                         |                          | Ermengarda d'Angiò      | Goffredo I d'Angiò       |  |  |       |  |  |                     |  |  |                     |  |
|                         |                          | Ermengarda d'Angiò      | Adele di Troyes          |  |  |       |  |  |                     |  |  |                     |  |
| Oddone I di Penthièvre  |                          | Ermengarda d'Angiò      |                          |  |  |       |  |  |                     |  |  |                     |  |
|                         |                          | Riccardo I di Normandia | Guglielmo I di Normandia |  |  |       |  |  |                     |  |  |                     |  |
|                         |                          | Riccardo I di Normandia | Guglielmo I di Normandia |  |  |       |  |  |                     |  |  |                     |  |
|                         |                          | Riccardo I di Normandia | Sprota                   |  |  |       |  |  |                     |  |  |                     |  |
| Havoise di Normandia    |                          | Riccardo I di Normandia |                          |  |  |       |  |  |                     |  |  |                     |  |
|                         |                          | Gunnora di Normandia    | …                        |  |  |       |  |  |                     |  |  |                     |  |
|                         |                          | Gunnora di Normandia    | …                        |  |  |       |  |  |                     |  |  |                     |  |
|                         |                          | Gunnora di Normandia    | …                        |  |  |       |  |  |                     |  |  |                     |  |
| Stefano I di Penthièvre |                          | Gunnora di Normandia    |                          |  |  |       |  |  |                     |  |  |                     |  |
|                         | Benedetto di Cornovaglia | Budic di Cornovaglia    |                          |  |  |       |  |  |                     |  |  |                     |  |
|                         | Benedetto di Cornovaglia | Budic di Cornovaglia    |                          |  |  |       |  |  |                     |  |  |                     |  |
|                         | Benedetto di Cornovaglia | …                       |                          |  |  |       |  |  |                     |  |  |                     |  |
| Alano Canhiart          | Benedetto di Cornovaglia |                         |                          |  |  |       |  |  |                     |  |  |                     |  |
|                         |                          | Guinodeon               | …                        |  |  |       |  |  |                     |  |  |                     |  |
|                         |                          | Guinodeon               | …                        |  |  |       |  |  |                     |  |  |                     |  |
|                         |                          | Guinodeon               | …                        |  |  |       |  |  |                     |  |  |                     |  |
| Agnese di Cornovaglia   |                          | Guinodeon               |                          |  |  |       |  |  |                     |  |  |                     |  |
|                         |                          | Judicael di Nantes      | Hoel I di Bretagna       |  |  |       |  |  |                     |  |  |                     |  |
|                         |                          | Judicael di Nantes      | Hoel I di Bretagna       |  |  |       |  |  |                     |  |  |                     |  |
|                         |                          | Judicael di Nantes      | Giuditta                 |  |  |       |  |  |                     |  |  |                     |  |
| Giuditta di Nantes      |                          | Judicael di Nantes      |                          |  |  |       |  |  |                     |  |  |                     |  |
|                         |                          | …                       | …                        |  |  |       |  |  |                     |  |  |                     |  |
|                         |                          | …                       | …                        |  |  |       |  |  |                     |  |  |                     |  |
|                         |                          | …                       | …                        |  |  |       |  |  |                     |  |  |                     |  |
|                         |                          | …                       |                          |  |  |       |  |  |                     |  |  |                     |  |

### Fonti primarie
- (LA)  Recueil des actes de Henri II roi d´Angleterre et duc de Normandie, Tome II,.
- (LA)  Liber feodorum. The book oc fees, commonly call Testa de nevill.
- (LA)  Gesta Stephani, Regis Anglorum et Ducis Normannorum.
- (LA)  Ordericus Vitalis, Historia Ecclesiastica, vol. II.
- (LA)  Cartulaire de l'abbaye de Saint-Aubin d'Angers, tome II.
- (LA)  Rerum Gallicarum et Francicarum Scriptores, tomus XII.
- (LA)  Historiæ Normannorum Scriptores Antiqui.
- (LA)  Early Yorkshire Charters, IV.

### Letteratura storiografica
- Louis Halphen, "La Francia dell'XI secolo", cap. XXIV, vol. II (L'espansione islamica e la nascita dell'Europa feudale) della Storia del Mondo Medievale, 1999, pp. 770–806.
- William John Corbett, "L'evoluzione del ducato di Normandia e la conquista normanna dell'inghilterra", cap. I, vol. VI (Declino dell'impero e del papato e sviluppo degli stati nazionali) della Storia del Mondo Medievale, 1999, pp. 5–55.
- William John Corbett, "Inghilterra 1087 - 1154", cap. II, vol. VI (Declino dell'impero e del papato e sviluppo degli stati nazionali) della Storia del Mondo Medievale, 1999, pp. 56–98.